# Oilinyphia jadbounorum
Espèce
Oilinyphia jadbounorum est une espèce d'araignées aranéomorphes de la famille des Linyphiidae.

## Distribution
Cette espèce est endémique de la province de Songkhla en Thaïlande,.

## Description
La femelle holotype mesure 1,60 mm et le mâle paratype 1,25 mm.

## Étymologie
Cette espèce est nommée en l'honneur de Petcharat Jad et de Doaungboubpha Bounsavanh.

## Publication originale
- Ponksee & Tanikawa, 2010 : A new species of the spider genus Oilinyphia (Araneae: Linyphiidae) from Thailand. Acta Arachnologica, vol. 59, no 1, p. 43-44 (texte intégral).